# روین خوتور
روین خوتور (به لاتین: Revin Khutor) یک منطقهٔ مسکونی در روسیه است که در استان آستراخان واقع شده‌است.